# Cotoneaster buxifolius
Cotoneaster buxifolius là loài thực vật có hoa trong họ Hoa hồng. Loài này được Wall. ex Lindl. mô tả khoa học đầu tiên năm 1829.